# DualPenSports
DualPenSports (タッチ！ダブルペンスポーツ, Touch! Double Pen Sports) est un jeu vidéo de sport développé par indies zero et édité par Namco Bandai Games, sorti en 2011 sur Nintendo 3DS.

## Accueil
- Jeuxvideo.com : 11/20[1]